# Eric Lindor Fall
Pour les articles homonymes, voir Fall.
Eric Lindor Fall est un écrivain franco-sénégalais né à Dakar en 1960 et mort en 1997, auteur d'ouvrages pour la jeunesse.

## Biographie
Eric Lindor Fall est né à Dakar le 2 juillet 1960, dans une famille de six enfants.
Étudiant en lettres modernes, puis danseur contemporain pendant les années 1980, notamment auprès de la chorégraphe Sidonie Rochon, il est retourné à l'écriture par la traduction puis a publié cinq ouvrages de littérature jeunesse à l’École des loisirs :
- 1993 - La Fabrique de savon[4]
- 1994 - L'Oiseau mange-clous[5]
- 1995 - Sous l'arbre à pochettes[6]
- 1996 - Pourquoi Cur Cu Ma pose des questions[7]
- 1997 - Mille mouches mortes suivi de Grenouille, grenouille précédé de Alouette Lala[8],[9]

Il habitait et aimait Paris, ville rêvée de sa jeunesse dakaroise qui lui avait permis d'échapper au carcan familial et de devenir danseur. Son premier roman La Fabrique de savon se déroule ainsi dans le 1er arrondissement. Reprenant les mêmes personnages dans une nouvelle enquête Sous l'arbre à pochettes explorait le 5e.[réf. nécessaire]
Il est mort dans la nuit du 24 au 25 janvier 1997, à l'âge de 36 ans, dans les services de réanimation de l'hôpital Antoine-Béclère près de Paris et a été incinéré au cimetière du Père-Lachaise.
Un hommage lui a été rendu, avec des photos d'Isabelle Waternaux, dans la revue Travioles n° 9/10 parue en 2004.
Une page « En mémoire de Eric Lindor Fall » sur FaceBook existe depuis 2017 et regroupe diverses traces, dessins, photos et quelques textes.